# Sommerfuglefinke
Sommerfuglefinke (latin: Uraeginthus bengalus) er en subsaharisk spurvefugl.